# Maurice Brunner
Maurice Brunner (ur. 29 stycznia 1991 w Männedorfie) – szwajcarski piłkarz, obrońca, występujący w liechtensteińskim klubie FC Vaduz. Młodzieżowy reprezentant Szwajcarii.